# 29 avril
Pour les articles homonymes, voir Vingt-Neuf-Avril.
29 mars 29 mai
Chronologies thématiques
- Croisades
- Ferroviaires
- Sports
- Disney
- Anarchisme
- Catholicisme

Abréviations / Voir aussi
- (° 1852) = né en 1852
- († 1885) = mort en 1885
- a.s. = calendrier julien
- n.s. = calendrier grégorien
- Calendrier
- Calendrier perpétuel
- Liste de calendriers
- Naissances du jour

Le 29 avril est le 119e jour, moins souvent le 120e, de l'année du calendrier grégorien ; il en reste ensuite 246.
Son équivalent était généralement le 10e jour du mois de floréal dans le calendrier républicain ou révolutionnaire français, officiellement dénommé jour du râteau (l'outil de jardinage).

## Événements

### IVesiècle
- 336 : l’empereur Constantin Ier fait adopter une loi pénalisant la bâtardise[1].

### VIIIesiècle
- 711 : conquête musulmane de la péninsule Ibérique par laquelle les troupes du gouverneur de Tanger Tariq ibn Ziyad prennent pied en Hispanie[2].

### XIesiècle
- 1091 : victoire des Byzantins, alliés aux Coumans, sur les Petchenègues, à la bataille de la colline de Lebounion.

### XIVesiècle
- 1386 : bataille de la rivière Vikhra (en). La principauté de Smolensk est écrasée par les Lituaniens et devient le vassal du Grand Duché.

### XVesiècle
- 1429 : Jeanne d'Arc arrive à Orléans lors du siège de la ville.

### XVIesiècle
- 1521 : bataille de Västerås pendant la guerre suédoise de libération.

### XVIIesiècle
- 1624 : le cardinal de Richelieu devient ministre de Louis XIII.
- 1627 : Richelieu fonde la Compagnie de la Nouvelle-France.

### XVIIIesiècle
- 1720 : la population massacre à Paris plusieurs dizaines de policiers accusés de rapts d’enfants. Ces enfants, mais aussi femmes et vagabonds, sont arrêtés arbitrairement pour être expédiés dans la colonie du Mississippi[3].
- 1758 : bataille de Gondelour entre la France et le Royaume-Uni.
- 1770 : James Cook débarque du bord de l’Endeavour sur le continent australien en y accostant à Botany Bay.
- 1793 : bataille de Beaulieu-sous-la-Roche pendant la guerre de Vendée.

### XIXesiècle
- 1877 : grand incendie de Montréal.
- 1899 : la limite des 100 km/h est franchie par une voiture électrique, la « Jamais contente ».

### XXesiècle
- 1903 :
  - l'armée française expulse les moines de la Grande Chartreuse.
  - éboulement de Frank au Canada.
- 1916 :
  - fin de l’insurrection de Pâques à Dublin avec la reddition sans condition des insurgés.
  - fin du siège de Kut-el-Amara pendant la Première Guerre mondiale.

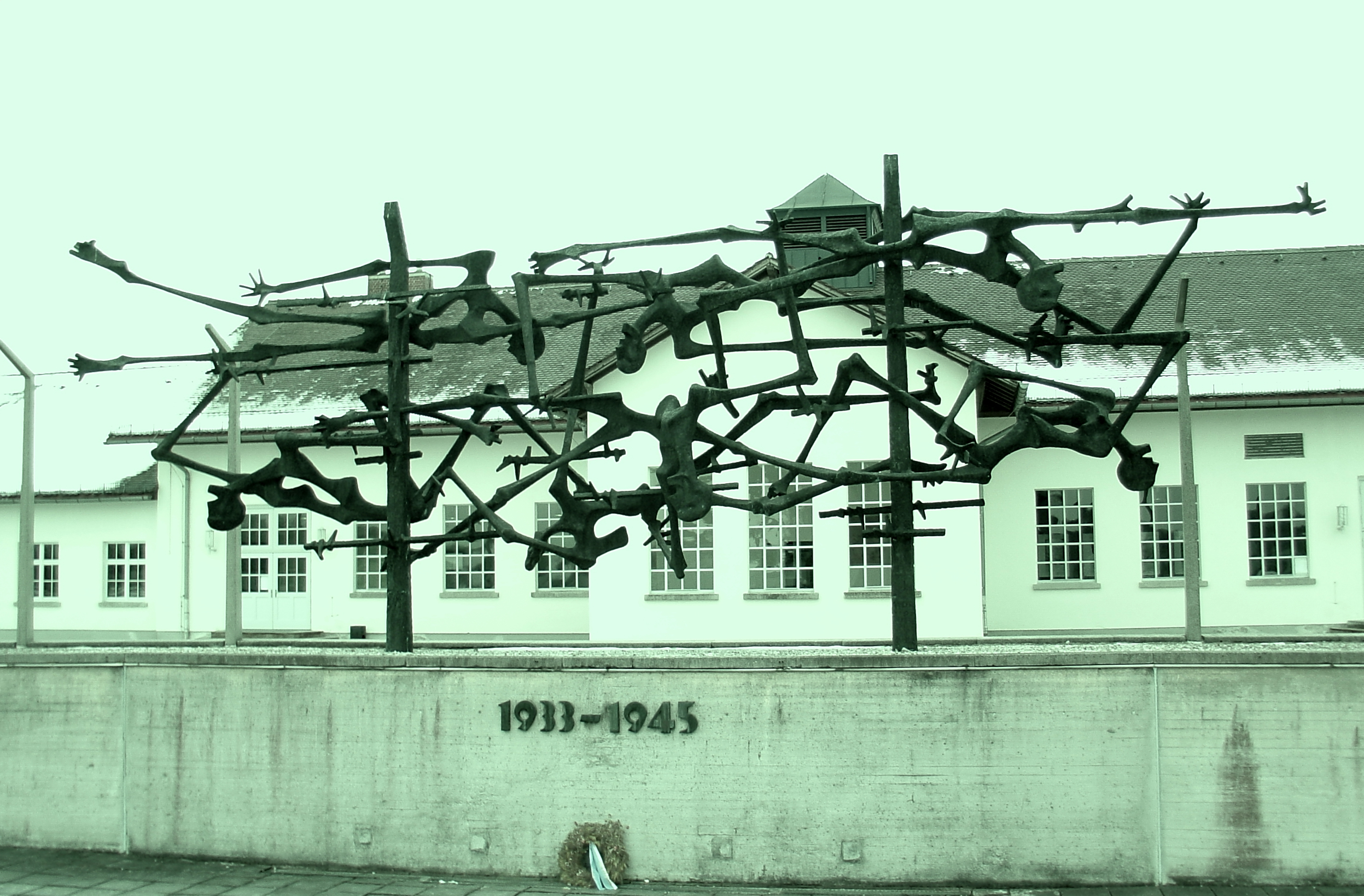
Sculpture au camp de concentration de Dachau en mémoire des déportés morts électrocutés en tentant de traverser les clôtures électriques entourant le camp

- 1942 : explosion de nitrate d'ammonium provoquant le désastre de Tessenderlo : 189 morts.
- 1945 :
  - libération du camp de concentration de Dachau.
  - Les femmes votent pour la première fois en France lors des élections municipales.
  - Mariage d’Adolf Hitler et d’Eva Braun dans leur bunker de refuge en plein Berlin assiégée de toutes parts la veille de leur suicide.
  - Destitution de Pierre II de Yougoslavie par un vote de l’assemblée constituante yougoslave.
  - Lancement de l'Opération Manna afin de lutter contre la famine aux Pays-Bas.
- 1946 : résolution 4 du Conseil de sécurité des Nations unies relative à la question espagnole.
- 1959 : la création du gouvernement tibétain en exil est proclamée.
- 1978 : l’explorateur japonais Naomi Uemura est le premier à atteindre le pôle Nord en solitaire.
- 1982 : la Chine compte désormais plus d’un milliard d’habitants.
- 1991 : le cyclone Gorky fait plus de 138 000 morts au Bangladesh.
- 1992 :
  - coup d’État de Valentine Strasser au Sierra Leone, qui renverse Joseph Saidu Momoh.
  - Les quatre policiers blancs de Los Angeles filmés le 3 mars 1991 en train de passer à tabac l’automobiliste noir Rodney King sont acquittés de tous les chefs d’inculpation qui pesaient contre eux, sauf un. Des émeutes font une cinquantaine de morts.
- 1994 : bataille de Saraci-Kalesija entre la FORPRONU et les Serbes de Bosnie-Herzégovine.
- 1997 : entrée en vigueur de la Convention internationale sur l’interdiction des armes chimiques.
- 1998 : les juges Eva Joly et Laurence Vichnievsky mettent Roland Dumas en examen pour recel et complicité d’abus de biens sociaux[4].

### XXIesiècle
- 2002 : rejet de la demande d’autorisation d’euthanasie de Diane Pretty devant la Cour européenne des droits de l’Homme.
- 2003 :
  - en France, le gouvernement de Jean-Pierre Raffarin annonce la création de la prestation d'accueil du jeune enfant[5].
  - fin du mandat de Bernard Landry, chef du Parti québécois.
- 2004 : Ousmane Issoufi Maïga est nommé Premier ministre du Mali.
- 2005 : Carlos Ghosn succède à Louis Schweitzer en devenant PDG de Renault.
- 2011 : mariage du prince William duc de Cambridge du Royaume-Uni à Catherine dite Kate Middleton[6].
- 2016 : second tour des élections législatives en Iran.
- 2024 : au Togo, des élections législatives sont organisées dans le contexte d'une réforme constitutionnelle controversée[7].

## Arts, culture et religion
- 1961 : débuts de Luciano Pavarotti à l’opéra.
- 1968 : première diffusion télévisée des Shadoks.

## Sciences et techniques
- 1914 : un brevet d’invention est accordé à Gideon Sundbäck pour la fermeture à glissière ou fermeture éclair.
- 2017 : le gouvernement turc bloque l’accès à Wikipédia sur son territoire.
- 2021 : Tianhe, module central de la nouvelle station spatiale chinoise, est placé en orbite terrestre basse par une fusée Longue Marche 5B[8].

## Économie et société
- 1961 : création en Suisse du Fonds mondial pour la nature (World Wide Fund for Nature ou WWF en anglais) un temps représenté depuis par le prince Philippe de Grèce.

## Naissances

### XVIIIesiècle

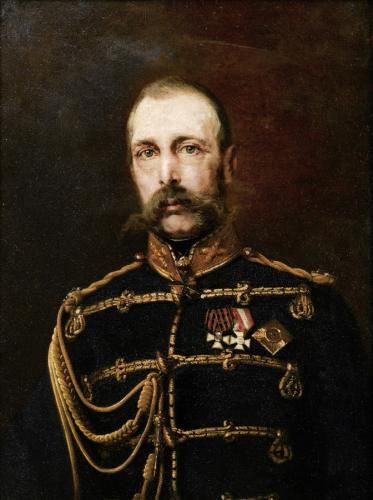
Alexandre II de Russie

- 1727 : Jean-Georges Noverre, créateur du ballet moderne († 19 octobre 1810).
- 1750 : Damien Orphée Le Grand de Boislandry, militaire français († 18 novembre 1829).
- 1762 : Jean-Baptiste Jourdan, maréchal d’Empire († 23 novembre 1833).
- 1771 : Pierre-François-Xavier Bouchard, militaire français († 5 août 1822).
- 1780 : Charles Nodier, écrivain français († 27 janvier 1844).
- 1785 : Karl Drais, inventeur et forestier allemand († 10 décembre 1851).

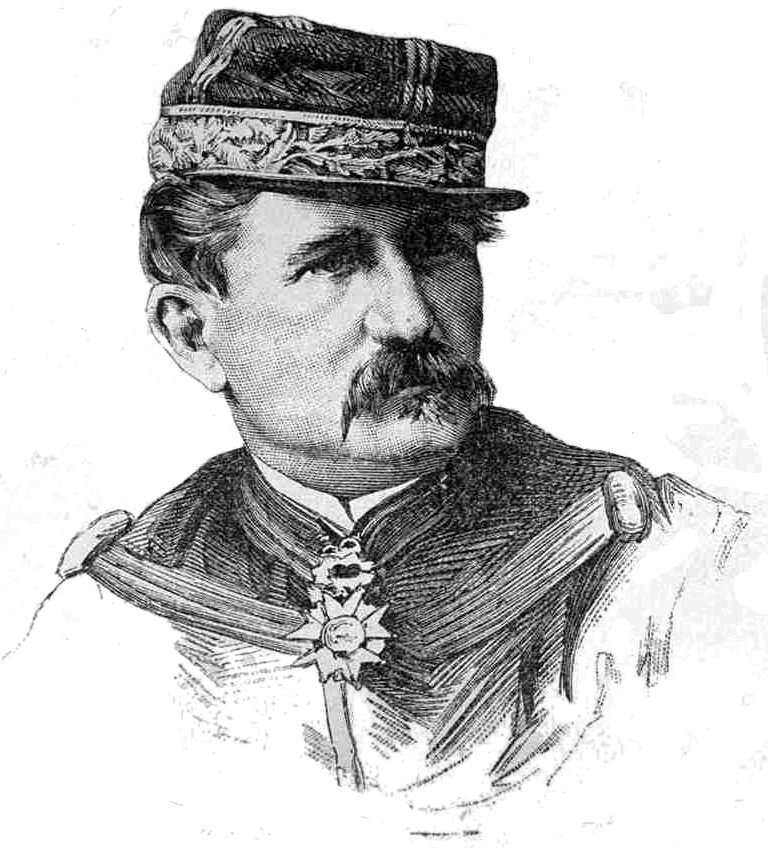
Georges Boulanger

### XIXesiècle
- 1803 : Paul Cullen, cardinal irlandais, archevêque de Dublin († 24 octobre 1878).
- 1818 : Alexandre II, tsar de Russie († 13 mars 1881).
- 1823 : Joseph-Alfred Foulon, cardinal français, archevêque de Lyon († 23 janvier 1893).
- 1824 : Félicien Chapuis, entomologiste belge († 30 septembre 1879).
- 1829 : Charles Bourseul, inventeur français († 23 novembre 1912).
- 1837 : Georges Boulanger, général et homme politique français († 30 septembre 1891).
- 1848 : Ravi Varmâ, peintre indien († 2 octobre 1906).
- 1854 : Jules Henri Poincaré, mathématicien, fondateur de la topologie († 17 juillet 1912).
- 1860 : Lorado Taft, sculpteur américain († 30 octobre 1936).
- 1863 :
  - Constantin Cavafy, poète grec († 29 avril 1933).
  - William Randolph Hearst, magnat de la presse († 14 août 1951).
  - Maurice Pillard Verneuil, artiste décorateur français et critique d’art († 21 septembre 1942).
- 1876 : 
  - Paul Montel, mathématicien français († 22 janvier 1975).
  - Zaoditou, impératrice d’Éthiopie de 1916 à 1930 († 2 avril 1930).
- 1877 : Karl Hotz, militaire et ingénieur allemand († 20 octobre 1941).
- 1879 : Thomas Beecham, chef d’orchestre anglais († 8 mars 1961).
- 1886 : Reginald Pridmore, joueur britannique de hockey sur gazon membre de l’équipe olympique († 13 mars 1918).
- 1893 : Harold Clayton Urey, chimiste américain, prix Nobel de chimie 1934 († 5 janvier 1981).
- 1895 : Malcolm Sargent, chef d’orchestre anglais († 3 octobre 1967).
- 1899 : Duke Ellington, pianiste de jazz et compositeur américain († 24 mai 1974).

### XXesiècle
- 1901 : Hirohito, empereur du Japon sous le nom de Shōwa († 7 janvier 1989).
- 1907 :
  - Tino Rossi, chanteur français († 26 septembre 1983).
  - Fred Zinnemann, réalisateur américain († 14 mars 1997).

- 1909 :

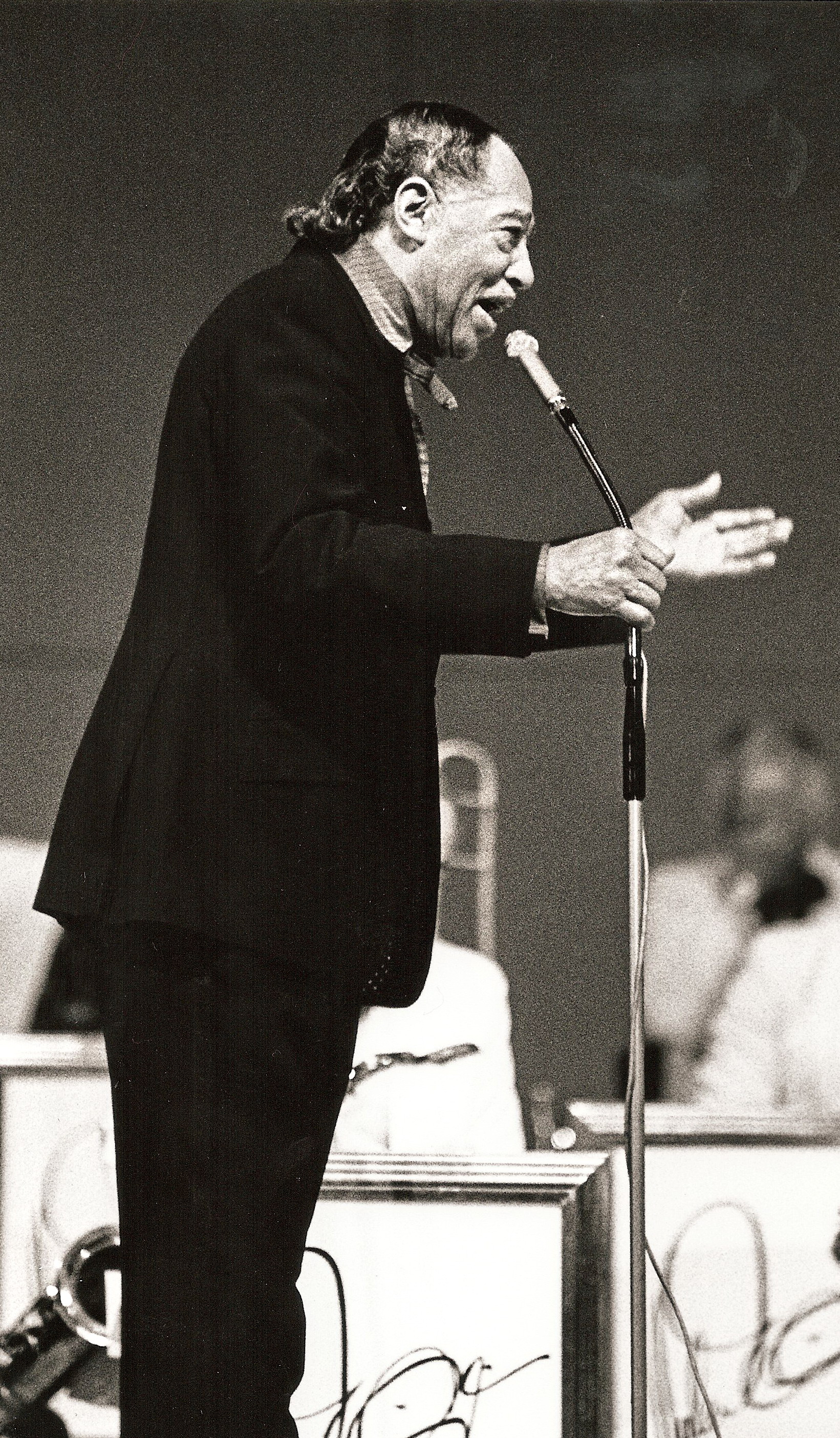
Duke Ellington en 1973

  - Tom Ewell, acteur américain († 12 septembre 1994).
  - Daniel Mayer, personnalité politique française († 29 décembre 1996).
- 1913 : Jean Libert, écrivain belge († 27 décembre 1995).
- 1916 : Anselm Strauss, sociologue américain († 5 septembre 1996).
- 1917 : 
  - Maya Deren, réalisatrice américaine († 13 octobre 1961).
  - Celeste Holm, actrice américaine († 15 juillet 2012).
- 1919 : 
  - Jo Gérard, historien belge († 15 janvier 2006).
  - Gérard Oury, réalisateur de cinéma, acteur et scénariste français († 19 juillet 2006).
- 1920 : Armand Forel, homme politique suisse († 27 février 2005).
- 1922 : Toots Thielemans, harmoniciste de jazz belge († 22 août 2016).
- 1923 : Irvin Kershner, réalisateur américain († 27 novembre 2010).
- 1924 :
  - Al Balding (en), golfeur professionnel canadien († 30 juillet 2006).
  - Annette Chalut, résistante française († 8 novembre 2021).
  - Zizi Jeanmaire (Renée Marcelle Jeanmaire dite), danseuse de ballet, chanteuse, meneuse de revue et actrice française († 17 juillet 2020).
- 1927 : Dorothy Manley, athlète britannique spécialiste du 100 mètres († 3 novembre 2021).
- 1928 :
  - Carl Gardner (en), chanteur américain du groupe The Coasters († 12 juin 2011).
  - Jan-Pieter Schotte, cardinal belge, vice-président du conseil pontifical « Justice et Paix » († 10 janvier 2005).
- 1929 : Ray Barretto, musicien américain († 17 février 2006).
- 1930 : Jean Rochefort, acteur français († 9 octobre 2017).
- 1931 : Lonnie Donegan, musicien écossais père d'un style skiffle († 3 novembre 2002).
- 1933 :
  - Mark Eyskens, économiste et homme politique belge.
  - Rod McKuen, chanteur et compositeur américain († 29 janvier 2015).
  - Willie Nelson, chanteur country-pop, acteur et producteur américain.
- 1934 : Luis Aparicio, joueur de baseball vénézuélien.
- 1935 : Otis Rush, guitariste et chanteur de blues américain († 29 septembre 2018).
- 1936 :
  - Claude Cabanes, journaliste et écrivain français († 25 août 2015).
  - Zubin Mehta, chef d’orchestre indien.
  - Lucilla Morlacchi, actrice italienne († 14 avril 2014).
  - Lane Smith, acteur américain († 13 juin 2005).
  - April Stevens, chanteuse américaine. († 18 avril 2023).
- 1937 : Lluís Martínez i Sistach, cardinal espagnol archevêque émérite de Barcelone.
- 1938 : 
  - Bernard Madoff, conseiller américain en investissements condamné à 150 ans de prison pour fraude pyramidale († 14 avril 2021).
  - Michael Edwards, poète, traducteur, critique littéraire et académicien anglo-français.
- 1940 : 
  - George Adams, musicien américain († 24 novembre 1992).
  - Zdzisław Świderski, chercheur polonais en parasitologie.
- 1941 : Gérard Daucourt, évêque catholique français, évêque émérite de Nanterre.
- 1942 : Galina Kulakova, fondeuse soviétique.
- 1943 :
  - Ian Kershaw, historien britannique spécialiste d’Adolf Hitler.
  - Dominique Labourier, actrice française.
- 1944 :
  - Richard Kline, acteur américain.
  - Katarina Mazetti, écrivaine et journaliste suédoise.
  - Robert Namias, journaliste français.
- 1945 : Tammi Terrell, chanteuse américaine († 16 mars 1970).
- 1946 : Humphrey Carpenter, auteur et biographe américain († 4 janvier 2005).
- 1947 :
  - Serge Bernier, joueur de hockey sur glace québécois.
  - Tommy James, chanteur, compositeur et producteur américain du groupe Tommy James and the Shondells.
  - Chantal Jolis, animatrice de radio québécoise († 27 février 2012).
  - Johnny Miller (en), golfeur américain.
  - André Wilms, acteur et metteur en scène français († 9 février 2022).
- 1950 :
  - Phillip Noyce, réalisateur australien.
  - Zouc (Isabelle von Allmen dite), comédienne et humoriste suisse.
- 1951 :
  - Dale Earnhardt, pilote automobile américain († 18 février 2001).
  - Ghyslain Tremblay, acteur québécois († 7 avril 2020).
  - Marie-Jo Zimmermann, femme politique française.
- 1952 :
  - Bob McClure, joueur de baseball américain.
  - Rob Nicholson, homme politique canadien.
  - Ron Washington, joueur et gérant de baseball américain.
- 1953 :
  - Nikolaï Boudarine, cosmonaute russe.
  - Jan A. P. Kaczmarek, compositeur de musique de films polonais.
- 1954 :
  - Fred Chichin : musicien français du duo et couple "Les Rita Mitsouko" († 27 au 28 novembre 2007).
  - Gavan O'Herlihy, acteur irlandais.
  - Jerry Seinfeld , humoriste, auteur et acteur américain.
- 1955 :
  - Kate Mulgrew, actrice américaine.
  - Gino Quilico, baryton canadien né aux États-Unis.Michelle Pfeiffer en 1994

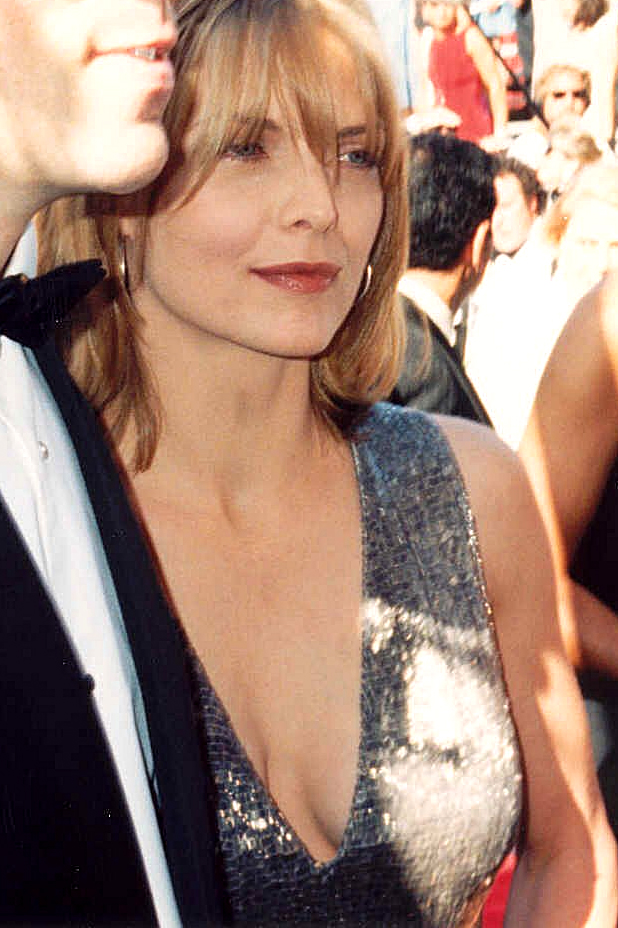
Michelle Pfeiffer en 1994

- 1956 : Jean-Louis Gagnaire, homme politique français.
- 1957 :
  - Daniel Day-Lewis, acteur britannique.
  - Viktar Hantchar, homme politique biélorusse.
  - Timothy Treadwell, écologiste américain († 5 octobre 2003).
- 1958 :
  - René Collin, homme politique belge.
  - Michelle Pfeiffer, actrice américaine (photogénie jointe).
- 1960 : Kasper T. Toeplitz, compositeur français d’origine polonaise.
- 1961 : Doug Shedden, ancien joueur de hockey sur glace et sélectionneur de la Finlande.
- 1962 :
  - Christine Defraigne, femme politique belge de langue française.
  - Bruce Driver, hockeyeur sur glace canadien.
  - Vlado Lisjak, lutteur croate, champion olympique.
- 1963 : Mike Babcock, ancien hockeyeur puis entraîneur canadien.
- 1965 : Zaman Ghamsharik, chef tribal afghan († 22 février 2010).
- 1966 : Marie Plourde, animatrice et chroniqueuse québécoise.
- 1967 : 
  - Curtis Joseph, joueur de hockey sur glace professionnel.
  - Michelle Martin, joueuse de squash australienne.
  - Attila Ábrahám, kayakiste hongrois, champion olympique.
- 1968 :
  - Kolinda Grabar-Kitarović, femme d'État croate.
  - Carnie Wilson, chanteuse du groupe Wilson Phillips, et animatrice de télévision américaine.
- 1969 :
  - Paul Adelstein, acteur américain.
  - Philippe Ermenault, cycliste sur piste français, champion du monde en 1997 et 1998.

- 1970 :

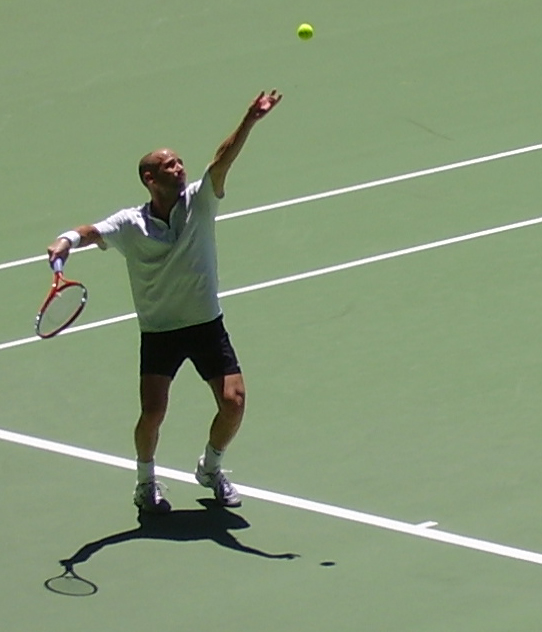
Andre Agassi au service en 2005

  - Andre Agassi, champion de tennis américain.
  - China Forbes, chanteuse américaine du groupe Pink Martini.
  - Master P, rappeur, producteur, acteur et entrepreneur américain.
  - Uma Thurman, actrice américaine.
- 1971 : Darby Stanchfield, actrice et réalisatrice américaine.
- 1972 :
  - Elina Brotherus, photographe finlandaise.
  - Anne-Sophie Lapix, journaliste française.
  - Jane Mandean, athlète handisport sud-africaine.
  - Jacques Yoko, volleyeur franco-camerounais.
- 1973 : 
  - David Belle, fondateur français du « parkour ».
  - Yves Hocdé, rameur français, champion olympique d'aviron.
- 1974 : Anggun (Anggun Cipta Sasmi dite), chanteuse française d'origine indonésienne.
- 1975 : 
  - Mateusz Kusznierewicz, navigateur polonais, champion olympique.
  - Fred Scarlett, rameur d'aviron britannique, champion olympique.
- 1978 :
  - Tony Armas, Jr., joueur de baseball vénézuélien.
  - Vincent Bachet, hockeyeur sur glace français.
  - Bob Bryan, joueur de tennis américain.
  - Mike Bryan, joueur de tennis américain.
  - Jason Hart, basketteur américain.
- 1979 :
  - Nina Roberts, actrice française.
  - Ryan Sharp, pilote de courses automobile britannique.
- 1980 :
  - Adrien Antoine, comédien français.
  - Mathieu Biron, joueur de hockey sur glace québécois.
  - Eddy Bosnar, footballeur australien.
  - Patrick Staudacher, skieur alpin italien.
- 1981 :
  - Karim Ghezal, joueur de rugby français.
  - Émilie Mondor, athlète québécoise en course de fond († 9 septembre 2006).
- 1982 : Antonio Bucciero, cycliste sur route italien.
- 1983 :
  - Megan Boone, actrice américaine.
  - Sam Jones III acteur américain.
  - David Lee, joueur américain de basket-ball.
- 1984 :
  - Daniel Girardi, hockeyeur sur glace canadien.
  - Paulius Jankūnas, basketteur lituanien.
  - Frédéric Montagnat, joueur de rugby à XV français.
  - Yu Wo, auteure taïwanaise.

- 1985 :

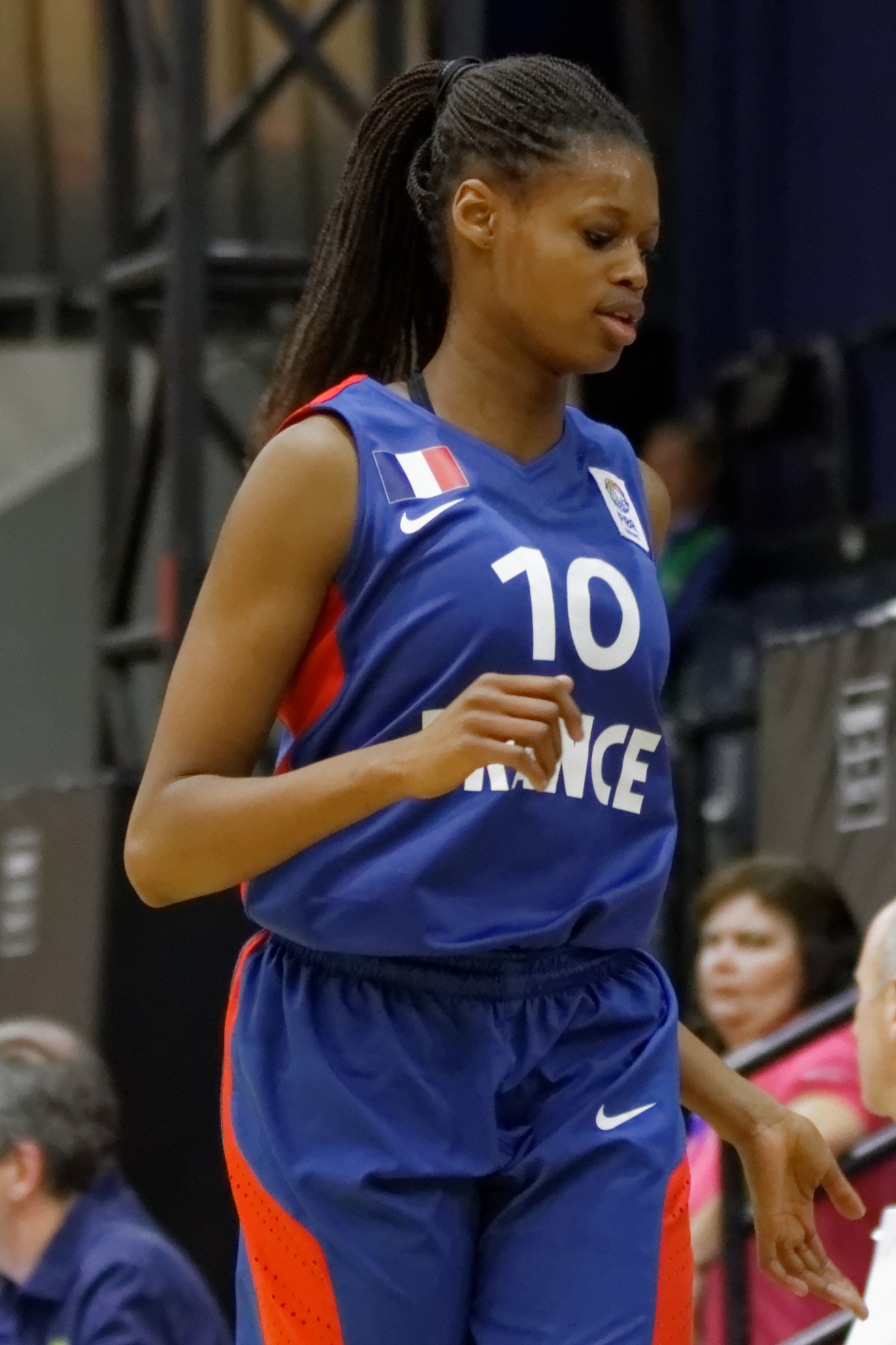
Valériane Ayayi en 2013

  - Nora Hamzawi, humoriste, comédienne et chroniqueuse française.
  - Jean-François Jacques, joueur de hockey sur glace professionnel québécois.
  - Sébastien Tillous-Borde, joueur de rugby français.
- 1986 :
  - Brandon Dubinsky, hockeyeur sur glace américain.
  - Pelagía Papamichaíl, basketteuse grecque.
- 1987 :
  - Alejandro Bedoya, footballeur américain.
  - Sara Errani, joueuse de tennis italienne.
- 1988 :
  - Taoufik Makhloufi, athlète de demi-fond algérien.
  - Jonathan Toews, joueur de hockey canadien.
  - Younha, chanteuse coréenne.
- 1989 :
  - Foxes (Louisa Rose Allen dite), auteure-compositrice-interprète britannique.
  - Samba Sow, footballeur malien.
- 1990 : Chris Johnson, basketteur américain.
- 1991 :
  - Carlos Barbero, cycliste sur route espagnol.
  - Jacob Hannemann, joueur de baseball américain.
  - Kevin Idoménée, basketteur français.
- 1992 : Barbara Prakopenka, actrice et mannequin biélorusse naturalisée allemande.
- 1994 :
  - Valériane Ayayi, basketteuse française.
  - Xavier Rathan-Mayes, basketteur canadien.
- Année inconnue: Jo Martin, actrice et scénariste britannique.

### XXIesiècle
- 2007 : Sofía de Borbón y Ortiz, seconde fille du roi d'Espagne Felipe VI et de son épouse Letizia Ortiz.

## Décès

### VIIIesiècle
- 744 ou 745 : Wilfrid II, évêque d’York de 714 environ à 732 (° à une date inconnue).

### Xesiècle
- 926 : Bouchard II de Souabe, duc de Souabe et de Réthie (°C. 883)

### XIVesiècle

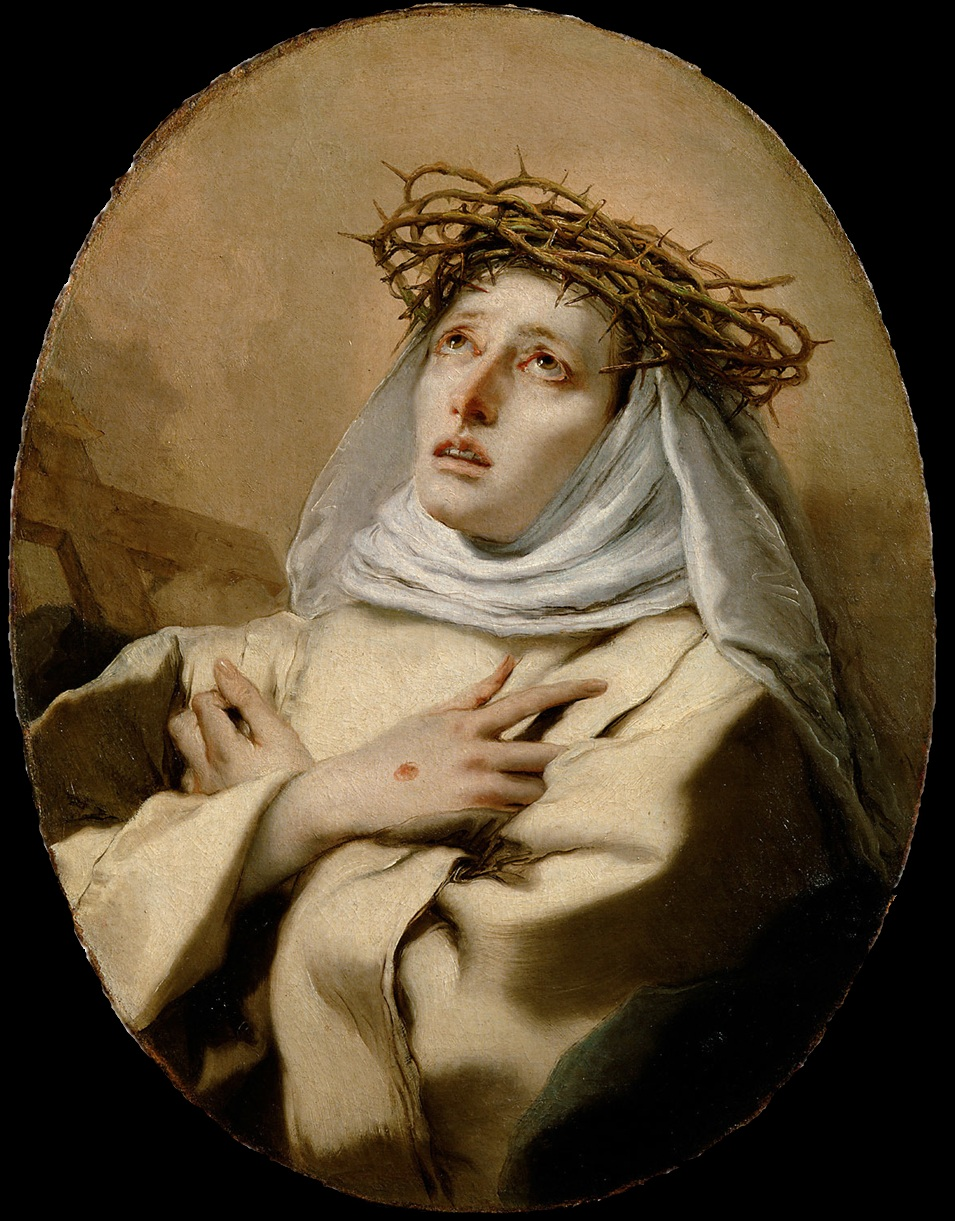
Sainte Catherine de Sienne par Giovanni Battista Tiepolo.

- 1380 : Catherine de Sienne, religieuse italienne (° 25 mars 1347).

### XVIIesiècle
- 1656 : Baccio del Bianco, peintre italien (° 4 octobre 1604).
- 1676 : Michiel de Ruyter, amiral hollandais (° 24 mars 1607).
- 1688 : Frédéric Guillaume Ier de Brandebourg, duc de Prusse (° 16 février 1620).

### XVIIIesiècle
- 1707 : George Farquhar, écrivain irlandais (° vers 1678).
- 1729 : Ingela Gathenhielm, armatrice et pirate suédoise.
- 1743 : l'abbé de Saint-Pierre, philosophe français (° 18 février 1658).
- 1757 : Frédéric-Jérôme de La Rochefoucauld, cardinal français (° 16 juillet 1701).
- 1768 : Georg Brandt, chimiste suédois (° 21 juillet 1694).
- 1793 : John Michell, physicien et géologue britannique (° 25 décembre 1724).
- 1798 : Nicolaus Poda von Neuhaus, entomologiste allemand (° 4 octobre 1723).

### XIXesiècle
- 1821 : Rosalie Delafontaine, artiste peintre francaise (° 27 décembre 1783)
- 1841 : Aloysius Bertrand, poète et dramaturge français (° 20 avril 1807).
- 1854 : Henry William Paget, général britannique (° 17 mai 1768).
- 1856 : Joseph Marie de Pernety, militaire français (° 19 mai 1766).

### XXesiècle
- 1903 : Paul Belloni Du Chaillu, explorateur franco-américain (° 31 juillet 1835).
- 1933 : Constantin Cavafy, poète grec (° 29 avril 1863).
- 1935 : Leroy Carr, compositeur, pianiste et chanteur de blues américain (° 27 mars 1905).
- 1937 : 
  - Wallace Hume Carothers, chimiste américain (° 27 avril 1896).
  - Sam Sandi, lutteur professionnel polonais, d'origine camerounaise (° 1885).
- 1944 : Bernardino Machado, président de la République du Portugal (° 28 mars 1851).
- 1945 : Matthias Kleinheisterkamp, officier SS allemand (° 22 juin 1893).
- 1951 : Ludwig Wittgenstein, philosophe autrichien (° 26 avril 1889).
- 1956 : Wilhelm Ritter von Leeb, officier allemand (° 5 septembre 1876).
- 1957 : Lucien Pothier, cycliste français (° 15 janvier 1883).
- 1962 : Armande de Polignac, compositrice française (° 8 janvier 1876).
- 1966 : Lowell Reed, scientifique américain (° 8 janvier 1886).
- 1967 :
  - J.B. Lenoir, chanteur de blues, guitariste et compositeur américain (° 5 mars 1929).
  - Anthony Mann, réalisateur américain (° 30 juin 1906).
- 1972 : Ntare V, ancien roi du Burundi en 1966 (° 2 décembre 1947).
- 1978 : Robert Debré, médecin français académicien ès sciences, père de Michel Debré etc. (° 7 décembre 1882).
- 1979 : Hardie Gramatky, illustrateur américain (° 12 avril 1907).

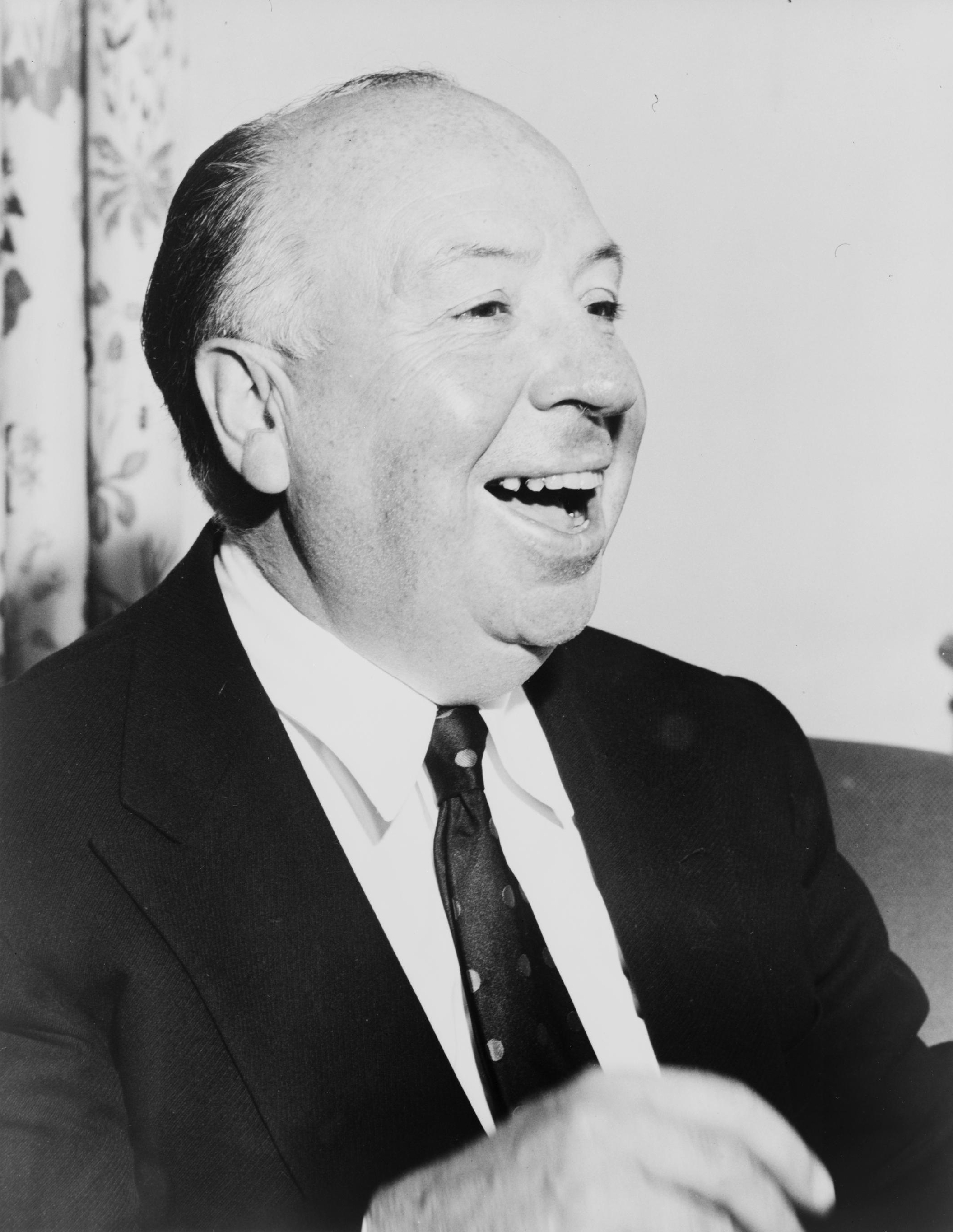
Alfred Hitchcock en 1956

- 1980 : Alfred Hitchcock, réalisateur américano-britannique (° 13 août 1899).
- 1982 : Raymond Bussières, acteur et scénariste français (° 3 novembre 1907).
- 1984 : Angel Metodiev, peintre et professeur d'université bulgare (° 16 mars 1921).
- 1986 : Henri de France, pionnier de la télévision (° 7 septembre 1911).
- 1988 : Robert Isnardon (Robert Léon René Isnardon), monteur français de cinéma (° 23 octobre 1918).
- 1993 :
  - Michael Gordon, réalisateur américain (° 6 septembre 1909).
  - Mick Ronson, guitariste britannique (° 26 mai 1946).
- 1996 : Mario David, acteur français (° 9 août 1927).
- 1998 : Hal Laycoe, joueur et entraîneur professionnel de hockey sur glace (° 23 juin 1922).
- 2000 : Phạm Văn Đồng, homme politique et diplomate vietnamien (° 18 mars 1906).

### XXIesiècle
- 2001 : Jacques Mancier, comédien et présentateur de télévision français (° 27 janvier 1913).
- 2004 : Sid Smith, joueur canadien de hockey sur glace (° 11 juillet 1925).
- 2005 : William J. Bell, producteur et scénariste américain, créateur de la série Les Feux de l'amour (° 6 mars 1927).
- 2006 : John Kenneth Galbraith, économiste canadien (° 15 octobre 1908).
- 2007 :
  - Georges Aminel, acteur et doubleur vocal français (° 11 octobre 1922).
  - Josh Hancock, joueur américain de baseball (° 11 avril 1978).
  - Arve Opsahl, acteur norvégien (° 14 mai 1921).
  - Ivica Račan, personnalité politique croate (° 24 février 1944).
- 2008 : Albert Hofmann, chimiste suisse, inventeur du LSD (° 11 janvier 1906).
- 2012 :
  - Éric Charden, chanteur français (° 15 octobre 1942).
  - Joel Goldsmith, compositeur américain (° 19 novembre 1957).
  - Roland Moreno, inventeur français célèbre notamment pour avoir inventé la carte à puce en 1974 (° 11 juin 1945).
  - Jacqueline Porel, actrice française, deuxième épouse de François Périer (° 14 octobre 1918).
- 2014 : Bob Hoskins, acteur britannique (° 26 octobre 1942).
- 2015 : François Michelin, industriel français (° 15 juin 1926).
- 2016 :
  - Patrick Deuel, civil américain, l'un des hommes les plus lourds du monde (° 28 mars 1962).
  - Dmytro Hnatiouk, chanteur d'opéra roumain puis ukrainien (° 28 mars 1925).
  - Hilarius Moa Nurak, prélat catholique indonésien (° 21 février 1943).
  - Chen Zhongshi, écrivain chinois (° 3 août 1942).
- 2018 : Luis García Meza Tejada, homme politique bolivien, dictateur de Bolivie pendant un an après le coup d’État du 17 juillet 1980 (° 8 août 1929).
- 2019 :
  - Albert-Marie de Monléon, évêque catholique français (° 20 janvier 1937).
  - Ellen Tauscher, femme politique américaine, sous-secrétaire d'État (° 15 novembre 1951).
- 2020 :
  - Denis Goldberg, militant sud-africain blanc anti-apartheid (° 11 avril 1933).
  - Irfan Khan, acteur indien (° 7 janvier 1967).
  - Maj Sjöwall, autrice suédoise (° 25 septembre 1935).
- 2021 : 
  - Anne Buydens, Madame veuve Kirk Douglas d'origine belge francophone (° 23 avril 1919).
  - Pierce Fulton, DJ et producteur discographique américain (° 6 juin 1992).
- 2022 : Gennady Samosedenko, cavalier soviétique de saut d'obstacles (° 25 février 1942).
- 2023 :
  - André Besson, écrivain et journaliste français (° 27 octobre 1927).
  - Abou al-Hussein al-Husseini al-Qourachi, djihadiste de nationalité inconnue (° 1979).
- 2024 :
  - Haman Adama, femme politique camerounaise (° 1950).
  - Mykhaïlo Fomenko, footballeur international russe puis ukrainien (° 19 septembre 1948).
  - Guy-Dominique Kennel, homme politique français (° 14 avril 1952).
  - Michel Pouliot, pilote et un homme d'affaires canadien (° 13 avril 1931).
  - Andrew Stunell, homme politique britannique (° 24 novembre 1942).
  - Dingaan Thobela, boxeur sud-africain (° 24 septembre 1966).
  - René Vertus, footballeur puis entraîneur haïtien (° 1936).

## Célébrations

### Internationales
- Journée du souvenir dédiée à toutes les victimes de la guerre chimique[9].
- Journée internationale de la danse[10] depuis 1982 en l’honneur de la naissance du créateur du ballet moderne Jean-Georges Noverre ci-avant (1727 - 1810).

### Nationale
Japon : premier jour de la golden week / ゴールデンウィーク, gōruden wīku, période de sept jours consécutifs contenant quatre jours fériés, le présent 29 avril étant la fête de Shōwa no Hi (昭和の日) ou l'anniversaire de l’empereur Hirohito ci-dessus.

### Religieuses
- Bahaïsme : fêtes de Ridván célébrant la prophétie de Mirza Husayn Ali Nuri à Bagdad.
- Traditions "agricoles" pré-chrétiennes puis christianisme catholique, anglican voire orthodoxe : date possible du troisième et dernier, deuxième ou premier jour des Rogations ci-après.

### Saints des Églises chrétiennes

#### Saints catholiques et orthodoxes du jour
Référencés ci-après in fine, :
- Agape et Secondin († 259), évêques et leurs compagnons martyrs à Cirta.
- Cercyre († 100), vierge et martyre à Corcyre.
- Cher († 249), évêque et martyr à Atina.
- Endelienta (en) († Ve siècle), ermite près de St Endellion.
- Libère de Ravenne († 206), 9e évêque de Ravenne.
- Paul de Brescia († Ve siècle), 11e évêque de Brescia.
- Sévère de Naples (it) († 409), 13e évêque de Naples.
- Tropez de Pise († Ier siècle), martyr à Pise.
- Tychique († Ier siècle), disciple de saint Paul.
- Ursion († 375), abbé et Maurèle, religieux au monastère d’Isle-Aumont.
- Wilfrid II († 744), évêque d’York.

#### Saints et bienheureux catholiques du jour
Référencés ci-après in fine :
- Achard de Saint-Victor († 1172), bienheureux évêque d’Avranches.
- Antoine Kim Song-u (it) († 1841), laïc catéchiste coréen martyr à Séoul.
- Catherine de Sienne († 1380 ci-avant), vierge italienne membre du tiers-ordre dominicain, docteur de l'Église.
- Hanna Chrzanowska († 1973), bienheureuse oblate polonaise.
- Hugues de Cluny († 1109), 6e abbé de Cluny.
- Itala Mela († 1957), bienheureuse oblate bénédictine italienne et mystique.
- Pierre de Vérone († 1252), martyr, fondateur du couvent de San Pietro in Campo Santo.
- Robert de Bruges († 1157), abbé de l'abbaye de Notre-Dame des Dunes.

#### Saints orthodoxes
aux dates éventuellement "juliennes" / orientales, outre les saints œcuméniques voire pré-schismatiques ci-avant ...
- Basile d'Ostrog († 1671), métropolite serbe.
- Jean de Kaloktène († XIIe siècle), métropolite.
- Stanko de Nikchitch († 1712), martyr.

### Prénoms du jour
Bonne fête aux Catherine et ses variantes : Caitrin, Caitriona, Catalina, Catarina, Cateline, Caterina, Catharine, Catheline, Cathie, Cathy, Catriona, Anne-Catherine, Anne-Cat(h), Ekaterina, Kasia, Kassia, Katarina, Katarzyna, Kate, Katel, Katell, Katelle, Ann(e)-Katel(l), Katerina, Katharina, Katharine, Katherina, Katherine, Kathryn, Kathy, Katie, Katrine, Katy, Kitty (cf. notamment 25 novembre, 24 mars voire 7 novembre).
Et aussi aux :
- Ava et ses variantes : Avah, Avalee, Avelange, Avelenge, Aveline, Ave, Avelaine, Avis, Aviva, Avlynn, etc.
- Segondel et ses variantes : Second, Secondel, Sekondel, etc.
- Sienne et sa variante Syéna[13].
- Aux Tropez,
- Tychique.

## Traditions et superstitions
- Traditions "agricoles" pré-chrétiennes puis christianisme catholique, anglican voire orthodoxe : date possible du troisième et dernier, deuxième ou premier jour des Rogations, le dernier mercredi, mardi voire lundi précédant la fête de l'Ascension et son jeudi, du 29, 28 voire 27 avril au 3, 2 voire 1er juin (mercredi 25, mardi 24 voire lundi 23 mai, en 2022, après les saints de glace des 11 aux 13 mai voire la fête juive des récoltes / "des (7 ?) semaines", à la  place de la Pentecôte christianisée).

### Dictons
Période des saints cavaliers antérieure à celle des saints de glace et propice elle aussi à des dictons météorologiques tels que :
- « Pluie de saint-Hugues [1er avril] à sainte-Sophie [25 mai], remplit les granges et les barils. »[15]

### Astrologie
- Signe du zodiaque : 9e jour du signe astrologique du Taureau.